# Ветемаа, Энн Артурович
Энн Ветемаа (эст. Enn Vetemaa, 20 июня 1936, Таллин — 28 марта 2017, Таллин) — советский и эстонский писатель, поэт, сценарист, драматург, переводчик, композитор. На родине называется мастером так называемого «маленького романа». Большую часть своих музыкальных произведений написал в 1990-е годы. Заслуженный писатель Эстонской ССР (1977).

## Биография
Родился в семье архитектора; с детства увлекался стихосложением и музыкой, а также радиотехникой. Окончил среднюю школу № 22 в Таллине и Таллинский технический университет по специальности «инженер-химик», к тому времени уже занимаясь написанием литературных произведений (первый его рассказ был опубликован в 1958 году). В 1959—1960 годах работал инженером на Таллинской бумажной фабрике, после чего решил связать свою жизнь с искусством и поступил в Таллинскую консерваторию (ныне Эстонская академия музыки и театра), которую окончил в 1965 году, однако затем вернулся к литературе. В 1964 году вступил в КПСС. В 1963—1965 годах сотрудничал в эстоноязычном партийном журнале « Küsimused ja Vastused» (рус. «Вопросы и ответы»), в 1965—1969 годах возглавлял дирекцию литературно-художественных программ на телевидении Эстонской ССР. В 1969—1976 годах работал в Союзе писателей Эстонской ССР, курировал вопросы поэзии. Затем работал в издательстве «Kupar». С 1990-х годов сотрудничал с издательствами как независимый литератор и композитор.
В 2007 году пытался избраться в рийгикогу от Социал-демократической партии Эстонии, но потерпел неудачу.
Наиболее известные произведения советского периода: сборники стихов «Переломный возраст» (1962) и «Игра в снежки» (1966); «маленькие романы» «Монумент» (1964, опубл. в 1965, первоначально был запрещён к публикации), «Усталость» (1967), «Реквием для губной гармоники» (1967, опубл. в 1968), «Яйца по-китайски» (1967—1969, опубл. в 1972); сатирические произведения «Воспоминания Калевипоэга» (1971, стилизация под эстонский эпос Калевипоэг), «Серебристая лента» (1977), «Полевой определитель эстонских русалок» (1980, стилизация под научный очерк, одно из самых известных его произведений); пьесы «Ужин на пятерых» (1972, опубл. в 1974), «Святая Сусанна» (1974), «Розарий» (пост. в 1976), «Снова горе от ума» (1974, опубл. в 1975). После восстановления Эстонией независимости продолжал активно работать, к числу наиболее известных его произведений этого периода относятся романы «Пришельцы» (2002), «Моя сладкая жизнь» (2002), «Братство свободного духа» (2006).
В 1973, 1975 и 1976 годах награждался Литературной премией Эстонской ССР.